# Lliga catalana de bàsquet femenina 2003-2004
La XVII Lliga Nacional Catalana Femenina 2003 - Trofeu San Miguel 0,0 fou la dissetena edició de la Lliga catalana de bàsquet. La competició se celebrà el 4 d'octubre de 2003 al Palau d'Esports de La Seu d'Urgell. Hi competiren l'UB Barça, vigent campió, i el Cadí la Seu d'Urgell, ambdós equips participants de la Lliga de bàsque estatal. La final fou retransmesa en directe pel Canal 33.
Es proclamà campió el club blaugrana per 86 a 72, que aconseguí el seu sisè títol a la competició. En l'àmbit individual, destacà la pivot bosniana Razija Brcaninovic amb 24 punts, màxima anotadora del partit, mentre que  la base catalana Laia Palau fou escollida millor jugadora del partit.

## Final
| En negreta = Equip guanyador Pts. = Punts Rbs. = Rebots Nota: Noms dels equips segons l'època |

| 4 d'octubre de 2003 16:30 CET Informe | Cadí la Seu                                      | 72–86 | UB Barça                                 | Palau d'Esports de La Seu d'Urgell Àrbitres: Cardús i Molet |
| 4 d'octubre de 2003 16:30 CET Informe | Resultats per quarts: 17-26, 11-24, 27-16, 17-20 |       |                                          | Palau d'Esports de La Seu d'Urgell Àrbitres: Cardús i Molet |
| 4 d'octubre de 2003 16:30 CET Informe | Pts: Hodges, Morales 18 Rebs: Seguí 7            |       | Pts: Brcaninovic 24 Rebs: Brcaninovic 13 | Palau d'Esports de La Seu d'Urgell Àrbitres: Cardús i Molet |

| Cadí la Seu | UB Barça |

| #              | Pos.  | Jugadora       | Pts | Rbs. |
| -------------- | ----- | -------------- | --- | ---- |
| 4              | E     | Sílvia Morales | 18  | 1    |
| 5              | A     | Ester Novillo  | N/D | N/D  |
| 6              | B     | Rosa Pérez     | 6   | 1    |
| 7              | P     | Shala Crawford | 6   | 2    |
| 9              | P     | Eva Vilarrubia | N/D | N/D  |
| 10             | B     | Laura Antoja   | 9   | 1    |
| 11             | A     | Laura Camps    | 6   | 2    |
| 12             | P     | Paula Seguí    | 8   | 7    |
| 14             | P     | Roneeka Hodges | 18  | 5    |
| 15             | A     | Anna Boleda    | 1   | 1    |
| Total          | Total | Total          | 72  | 20   |
| Entrenador     |       |                |     |      |
| Pedro Martínez |       |                |     |      |

| Campió de la Lliga Catalana 2003-2004 |
| ------------------------------------- |
| UB Barça Sisè títol                   |
| MVP                                   |
| Laia Palau                            |

| #              | Pos.  | Jugadora          | Pts | Rbs. |
| -------------- | ----- | ----------------- | --- | ---- |
| 4              | B     | Sílvia Domínguez  | 0   | 0    |
| 5              | B     | Mar Rovira        | 0   | 1    |
| 6              | A     | Tracy Reid        | 10  | 3    |
| 7              | E     | Anna Cruz         | 0   | 0    |
| 8              | E     | Sandra Gallego    | 10  | 0    |
| 9              | E     | Laia Palau        | 19  | 4    |
| 10             | P     | Andrea Congreaves | 5   | 3    |
| 11             | P     | Olga Fedorova     | 0   | 1    |
| 12             | E     | Isa Sánchez       | 18  | 1    |
| 13             | P     | Sílvia Mesa       | 0   | 0    |
| 14             | P     | Razija Mujanovic  | 24  | 13   |
| Total          | Total | Total             | 86  | 26   |
| Entrenadora    |       |                   |     |      |
| Carme Lluveras |       |                   |     |      |